# Torrent de Can Fonollet
El torrent de Can Fonollet és un curs d'aigua del municipi de Terrassa que neix a la serra de Can Fonollet. Desemboca a la riba dreta de la riera de Rubí al sud del barri de les Fonts a Terrassa.